# Quatuor à cordes no 2 de Bax
Le Quatuor à cordes no 2 est le deuxième quatuor à cordes du compositeur britannique Arnold Bax, mais aussi son dernier quatuor de jeunesse, composé entre 1924 et 1925.

## Contexte
Arnold Bax a écrit son deuxième quatuor à cordes au cours de l'hiver 1924-1925. Les trois mouvements sont datés du 18 décembre 1924, du 13 janvier 1925 et du 5 février 1925. Il a été créé par le New Philharmonic Quartet au Grotrian Hall, qui deviendra plus tard le Steinway Hall, à Londres, lors d'un concert consacré à la musique de chambre du compositeur, le 15 mars 1927. Il a été publié peu après, mais, contrairement au premier quatuor, il n'a pas été largement joué.

## Analyse
Écrit entre les esquisses et l'orchestration de la désespérante deuxième symphonie, le quatuor semble en partager l'humeur.

### Premier mouvement
Il s'ouvre sur un long récitatif du violoncelle solo, rejoint par la suite par l'alto, mais il faut attendre 39 mesures avant d'entendre la texture d'un quatuor complet. Dans l'introduction, le violoncelle présente quatre motifs différents qui sont développés dans ce qui suit. Nous arrivons finalement à une idée lyrique confiée à l'alto, marquée molto cantabile. À un moment donné, il y a une réminiscence fantomatique de cette idée, mais le retour de ce chant se fait attendre, l'assurance du premier quatuor n'étant plus qu'un lointain souvenir, bien que l'on puisse entendre de temps à autre des échos de son atmosphère, notamment des fragments déformés de ce qui aurait pu être une danse irlandaise.

### Deuxième mouvement
Le mouvement lent, richement texturé, s'ouvre sur un thème expressif, source de la majeure partie de ce qui suit. Il génère un deuxième sujet contrasté avec un déplacement d'octave vers le début et revient finalement à un aspect serein. Au milieu du mouvement, Arnold Bax inclut une citation de deux mesures du thème de sa pièce pour piano A Romance, écrite en 1918 pour la pianiste Harriet Cohen, peu après qu'il a quitté femme et enfants pour elle. Il y est revenu dans le mouvement lent de sa quatrième symphonie.

### Troisième mouvement
Le récitatif d'ouverture pour violoncelle du premier mouvement est maintenant transformé en premier sujet dansant et vigoureux du finale. Le panache contagieux de ce passage soutenu est finalement suivi d'une musique plus lyrique contrastée. La section centrale sonore en sourdine est l'un de ces thèmes en accords quasi-liturgiques que l'on retrouve dans les symphonies. De manière atypique, Arnold Bax écrit deux fugatos dans ce mouvement et reprend finalement le motif final du premier thème du finale, réunissant la musique d'ouverture avec sa transformation dans une brillante coda.

## Discographie
- String Quartets Nos. 1 and 2, Maggini Quartet, Naxos, 8.555282, octobre 2001.